# Flora microbica transitoria
La flora microbica transitoria, o flora microbica occasionale, si trova sulla pelle delle mani. È costituita da più microrganismi che possono essere uccisi o eliminati con l'aiuto del semplice lavaggio delle mani con acqua e sapone.
La sua persistenza sulla pelle delle mani può essere maggiore o minore, a seconda degli oggetti, delle superfici, dei materiali, o degli organismi con cui le mani vengono in contatto nel corso della giornata.

## Composizione
Tra i microrganismi facenti parte della flora microbica transitoria si annoverano:
- Enterobatteri (E. coli, Klebsiella)
- Pseudomonas
- Streptococchi e Enterococchi
- Stafilococchi.

La flora microbica transitoria non costituisce un grave pericolo per la salute, a patto di tenerla sotto controllo effettuando regolari pulizie delle mani.
Oltre alla flora transitoria sulle mani si trovano:
- la flora residente (o flora abituale o flora profonda), di cui fanno parte corinebatteri saprofiti, staphylococcus epidermidis, streptococchi, micobatteri non patogeni, funghi. Non sono in genere dannosi per la salute. Possono essere ridotti attraverso l'uso di antisettici, ma non possono essere eliminati completamente.
- microrganismi antibiotico-resistenti.[1]